# Música da Bélgica
A música da Bélgica engloba tanto as manifestações da Valônia quanto as do Flanders.
Até a segunda metade do século XIX, a Bélgica era rica em estudiosos e intérpretes, mas produziu poucos compositores originais notórios, entre eles César Franck (embora tenha feito a maior parte de sua carreira em Paris), François-Joseph Fétis e François-Auguste Gevaert.
Nos anos 1870, contudo, a notória escola belga de violinistas foi iniciada com Charles de Bériot e continuada por seu discípulo Henri Vieuxtemps, que por sua vez foi mestre de Eugène Ysaÿe. Outro discípulo notório de Bériot foi Guillaume Lekeu.
Também nesta época, os flamengos iniciaram um movimento para criar um estilo local que unificasse a elite e o restante da comunidade. Capitaneou este movimento Peter Benoit, sucedido por Jan Blockx. Outros músicos notórios deste período são Edgar Tinel, Paul Gilson, Auguste de Boeck, Flor Alpaerts, Artur Meulemans.
Já na Valônia, destacaram-se Jean Absil (discipulo de Gilson), Raymond Chevireuil, August Baeyens, Marcelo Poot, Flor Peeters, Daniel Sternefeld, Louis de Meester, Jef van Durme. Um grupo denominado Synthétistes foi formado por Francis de Bourguignon, Gaston Brenta, André Souris, Albert Huybrechts e René Bernier.
No século XX, Joseph Jongen é considerado o novo César Franck, e dentre seus contemporâneos notórios estão Victor Vreuls e Albert Dupuis.